# Crkva sv. Karla Boromejskog u Okrugu Gornjem
Crkva sv. Karla Boromejskog u Okruku Gornjem, Put Sv. Karla zaštićeno kulturno dobro.

## Opis dobra
Crkva sv. Karla Boromejskog u Okrugu na otoku Čiovu je barokni jednobrodni objekt s pravokutnom apsidom i sakristijom, a orijentiran je u smjeru istok-zapad. Na zapadnom pročelju nalaze se ulazna vrata s baroknim nadvratnikom. S obje strane ulaznih vrata nalazi se po jedan manji pravokutni prozor. S desne strane od ulaza nalazi se ugrađena romanička osmerostrana kamena škropionica. Na vanjskom rubu škropionice nalazi se urezani natpis (N.S.LRIPE LINIL. IVPAN.I.) te je na tijelu škropionice urezan lik ribe. Iznad ulaznih vrata nalazi se jednostavna rozeta te zvonik građen na preslicu. Prema izvorima na mjestu današnje crkve sv. Karla nalazila se kapela sv. Lovrijenca.

## Zaštita
Pod oznakom Z-4381 zavedena je kao nepokretno kulturno dobro - pojedinačno, pravna statusa zaštićena kulturnog dobra, klasificirano kao "sakralna graditeljska baština".